# Michael Howard (Fechter)
Michael John Peter Howard (* 24. Dezember 1928 in London) ist ein ehemaliger britischer Fechter.

## Erfolge
Michael Howard gewann 1957 in Paris Bronze im Mannschaftswettbewerb der Weltmeisterschaften. Dreimal nahm er an Olympischen Spielen teil: 1956 in Melbourne schied er in der Einzelkonkurrenz mit dem Degen in der zweiten Runde aus, während er mit der Degen-Equipe als Vierter knapp einen Medaillengewinn verpasste. Bei den Olympischen Spielen 1960 in Rom zog er dagegen mit der britischen Degen-Equipe ungeschlagen ins Finale ein, in dem sich Italien mit 9:5 durchsetzte. Gemeinsam mit Michael Alexander, Bill Hoskyns, Raymond Harrison, Allan Jay und John Pelling erhielt Howard die Silbermedaille. 1964 belegte er in Tokio mit der Degen-Mannschaft den neunten Platz, mit der Säbel-Mannschaft kam er nicht über die erste Runde hinaus. Bei den British Empire and Commonwealth Games 1958 in Cardiff und 1962 in Perth gewann Howard jeweils die Goldmedaille im Mannschaftswettbewerb. Im Einzel sicherte er sich 1958 Silber.